# Ludvik VIII. Francoski
Ludvik VIII. Lev, (fr. Louis le Lion), francoski kralj iz rodbine Kapetingov, * 1187, Pariz, † 1226.
Bil je sin francoskega kralja Filipa II. Avgusta. Leta 1200 se je poročil z Blanko Kastiljsko, hčerjo kastiljskega kralja Alfonza VIII. Očetu je pomagal v boju proti angleškemu kralju Ivanu Brez dežele. Leta 1223 je postal kralj. Angležem je odvzel Poitou in Saintoge. Po nujnih prošnjah in zahtevah papeža Honorija III. je 1226 začel odločno akcijo proti verski sekti albižanov na jugu Francije. Osvojil je njihovo glavno trdnjavo v Avignonu in si s tem zagotovil prevlado v južni Franciji. Kot vladar je utrdil centralistično kraljevsko oblast, saj je fevdalno prisego razširil od kraljeve osebe na institucijo kralja. Nasledil ga je najstarejši sin  Ludvik IX. Sveti, preostali sinovi pa so dobili bogate apanaže. Po njegovi smrti je kot regentinja nekaj časa vladala mati Blanka Kastiljska.
| Predhodnik: Filip II. Avgust | Francoski kralj 1223–26 | Naslednik: Ludvik IX. Sveti |

1. ↑  Louis VIII
2. ↑  Lundy D. R. The Peerage